# محمد مانع القحطاني
محمد مانع أحمد القحطاني (19 نوفمبر 1979-) سعودي معتقل في سجن جوانتانامو منذ يونيو حزيران عام 2002. صدر حكم بسقوط التهم الموجهة اليه في يناير 2009 إلا انه ظل معتقلا.
تناقلت وسائل الإعلام انه تعرض لتعذيب مما أجبر الحكومة الأمريكية في يناير 2009 للاعتراف ولكنها اعتبرتها متوافقة مع القانون. وفي مارس 2022 أعيد إلى السعودية بعد أن قرر مجلس المراجعة أنه لم يعد يشكل «تهديداً كبيراً». وأشار المجلس إلى أن صحته العقلية متضررة للغاية.

## اعتقاله
قبض عليه في أفغانستان في خريف عام 2001. ووضع في سجن جوانتانامو منذ يونيو حزيران عام 2002.
اتهم القحطاني بمحاولة الدخول للولايات المتحدة الأمريكية للمشاركة في هجمات 11 سبتمبر أيلول وأنه الخاطف 20، وقد رفض من الدخول وقتها بسبب شكوك بأنه كان يحاول الهجرة، إلا ان التهم الموجهة له لم تثبت وأسقطت عنه في يناير 2009 ولكنه ظل معتقلا في السجن.

## تعذيبه
ذكرت العديد من التقارير الصحفية الأمريكية ان الحكومة الأمريكية قد تعمدت إيذاء القحطاني من خلال العزلة والحرمان من النوم والتعري القسري والتعرض للبرد وانه كان في حالة تهدد الحياة. اعترفت الحكومة الأمريكية في يناير 2009 بالتعذيب ولكن عدتها متوافقه مع القانون. كانت هذه هي المرة الأولى التي يعترف مسؤول في إدارة بوش بتعذيب المعتقلين في غوانتانامو.

## روابط خارجية
- معتقل سعودي يروي تعذيبه
- ويكيليكس ينشر ملفات معتقل غوانتناموا